# Paraburnetia
Paraburnetia é uma espécie extinta de terapsídeos biarmosuchianos do fim do Permiano da África do Sul. É conhecida por sua espécie P. sneeubergensis e pertence à família Burnetiidae. A etimologia da paraquedetia sneeubergensis vem de pará, ou seja, ao lado ou perto; Burnetia indicando o primeiro membro nomeado do clade; e sneeubergensis para a localização das montanhas Sneeuberge acima de onde o espécime foi encontrado.
P. sneeubergensis é conhecido por seu crânio maçante, que é uma sinapomorfia compartilhada com B. mirabilis e P. viatkensis São sinápsides, dos quais, seu clado de terapsóides é derivado. Descendo de um dos primeiros terapsídeos, biarmosuchus, paraquedetia evoluiu dentes caninos proeminentes, um longo processo zigomático que se estende sob a órbita, e falanges mais curtas com menos articulações que os pelycosauros.

## Descrição
A paraburnetia é identificada pelos traços de um chifre vertical bulboso temporal superior, uma saliência orbital superior com uma crista apical definida e uma saliência palatino-pterigóide alongada.